# Maria Helena Chartuni
Maria Helena Chartuni (São Paulo, 7 de dezembro de 1942) é uma escultora, pintora, restauradora, desenhista e ilustradora brasileira. Participou de diversas exposições no Brasil e no exterior e integrou a VII edição da Bienal Internacional de São Paulo. Foi responsável pela restauração da imagem em terracota de Nossa Senhora Aparecida, fragmentada em quase duzentos pedaços em um atentado ocorrido em 1978. Sua produção artística é caracterizada pela síntese entre a pop art e a nova figuração.

## Vida e obra
Em São Paulo, estudou pintura com Luigi Zanotto. Interessou-se também pela arte tridimensional, realizando pesquisas no campo do objeto, utilizando luzes, artefatos metálicos e madeira. Expôs na VII Bienal Internacional de São Paulo, em 1963. No ano seguinte, realizou sua primeira exposição individual, na Galeria Selearte. Em 1965, integrou a VIII Bienal de Arte de Tóquio.
Em 1967, integrou a mostra Nova Objetividade Brasileira, no Museu de Arte Moderna do Rio de Janeiro. Nesse mesmo ano, conquistou o prêmio viagem no 1º Concurso de Estamparias, partindo para a Europa. Retornaria àquele continente anos mais tarde para realizar um curso de restauração de pinturas, no Victoria and Albert Museum, em Londres. Em 1969, participou da primeira edição da mostra Panorama da Arte Brasileira, realizada pelo Museu de Arte Moderna de São Paulo. Em 1973, integrou a exposição Imagem do Brasil, organizada por Pietro Maria Bardi em Bruxelas, na Bélgica.
No Brasil, chefiou, entre 1965 e 1988, o Departamento de Restauro do Museu de Arte de São Paulo (MASP). Nessa função, foi responsável pela restauração da imagem em terracota de Nossa Senhora Aparecida, retirada das águas do rio Paraíba. A imagem fora fragmentada em 175 pedaços em um atentado ocorrido na Basílica de Aparecida em 1978. Maria Helena Chartuni disse se sentir privilegiada por ter sido escolhida para a função e afirmou que o trabalho de reconstrução da imagem a ajudou a reconstituir sua espiritualidade. Desde então, Chartuni realiza periodicamente a limpeza da imagem.
Ainda em 1978, integrou a I Bienal Latino-Americana, em São Paulo. No ano seguinte, criou o troféu Trabalho e Lazer para o I Festival de Cinema Brasileiro do CineSesc e participou da mostra Cinco Séculos de Arte Brasileira, no MASP. Em 1981, após a segunda visita do Papa João Paulo II ao Brasil, realizou monumento em sua homenagem, na cidade de Curitiba. Na década de 1980, ilustrou todos os números da revista Mirante das Artes e integrou diversas exposições no Brasil e no exterior: em 1982, no Museu de Arte Mie-Ken (Japão); em 1986, na mostra Brasilianishe Kunstler, em Ludwigshafen (Alemanha), e em 1988, na mostra La Memoria dell'Immage, no Palazzo Forti de Verona.
Em 1993, executou a escultura de Nossa Senhora da Conceição para o espetáculo Bandeira da Divina Graça, de Romero Andrade Lima. Foi responsável também pela restauração do acervo do jornal O Estado de S. Paulo e dos painéis de Samson Flexor que decoram a Igreja de Nossa Senhora do Perpétuo Socorro, no Jardim Paulistano, São Paulo.
Sua obra, bastante diversificada e composta pelas mais variadas técnicas e suportes, evoca características da pop art, da nova figuração e do expressionismo, por vezes dirigidas de forma crítica a certos aspectos da contemporaneidade. Pietro Maria Bardi elogia sua capacidade de traduzir o cotidiano de forma poética, ressaltando sua "atenção às cores, às formas, às imagens de uma realidade sempre renovada e recomposta, tendendo a uma sintonia entre o representado e o observador."